# Alcy Simões
Alcy Simões (Vitória, 1 de junho de 1913 – 13 de dezembro de 2001) foi um futebolista brasileiro que atuou como atacante. Ele é considerado um dos maiores jogadores do estado do Espírito Santo, tendo conquistado 15 títulos do Campeonato Capixaba (treze pelo Rio Branco e dois pelo Vitória FC). Também é o maior artilheiro da história do Rio Branco, marcando 213 gols em 255 jogos.